# Pastorie Sint-Willibrorduskerk (Oud-Vossemeer)
De pastorie van de Sint-Willibrorduskerk in Oud-Vossemeer werd in 1872 gebouwd voor de naastgelegen kerk uit 1841. Architect Kees van Genk ontwierp het gebouw, dat door aannemer Hoppenbrouwer werd gebouwd. Het is een blokvormig huis met één verdieping en een zolder. 
Tegenwoordig dient het pand niet meer als pastorie, maar wordt bewoond. In 2013 woedde een grote brand in de pastorie, die veel schade aanrichtte. Het pand werd gerestaureerd, maar de zolderverdieping is niet herbouwd.
Wegens het monumentale en architectonische karakter is de pastorie een rijksmonument.